# Хи Рака
Хи Рака (χ Рака, Chi Cancri, χ Cancri, сокращ. Chi Cnc, χ Cnc) — звезда в зодиакальном созвездии Рака. Не следует путать её с Хи Близнецов, которая лежит в соседнем созвездии всего в 3,7° к западу и является оранжевым гигантом спектрального класса К1 в 258 св. лет от нас. Звезда имеет видимую звёздную величину +5,14m  и, согласно шкале Бортля,  видна невооружённым глазом на засвеченном пригородном небе (англ. Bright suburban sky). С точки зрения наблюдателей в системе Хи Рака, наше Солнце будет на порядок тусклее и располагаться в созвездииКозерога.
Из измерений параллакса, полученных во время миссии Gaia известно, что звезда удалена примерно на 59,4 св. лет (18,23 пк) от Земли. Звезда наблюдается севернее 63° ю.ш., то есть видна практически на всей территории обитаемой Земли, за исключением приполярных областей Антарктиды. Лучшее время наблюдения — январь. 
Звезда Хи Рака движется довольно быстро относительно Солнца: её радиальная гелиоцентрическая скорость равна 33 км/с, что более чем в 3 раза больше скорости местных звёзд Галактического диска, а также это значит, что звезда удаляется от Солнца. Звезда приближалась к Солнцу на расстояние 12,87 св. лет 274 000 лет назад, тогда она была на 0,75m ярче, т.е. была 4,39m (то есть светила примерно как Эта Лиры светит сейчас). По небосводу звезда движутся на юго-запад. 
Средняя пространственная скорость Хи Рака имеет компоненты (U, V, W)=(-24.2, -38.8, 7.3), что означает U=−24,2 км/с (движется от галактического центра), V=−38,8 км/с (движется против направлении галактического вращения) и W=7,3 км/с (движется в направлении северного галактического полюса).

## Свойства Хи Рака
Хи Рака — судя по её спектральному классу F6V  является карликом спектрального класса F, что указывает на то, что водород в ядре звезды является «топливом», то есть звезда находится на главной последовательности.
Масса звезды почти равна солнечной — 1,07 {\displaystyle M_{\bigodot }}. Звезда излучает энергию со своей внешней атмосферы при эффективной температуре около 6130 К, что придаёт ей характерный жёлто-белый цвет. 
В связи с небольшим расстоянием до звезды её радиус может быть измерен непосредственно, и такая попытка была сделана в 1972 году Данные об этом измерении приведены в таблице:
| Имя звезды | Год  | m    | Спектр | D (mas) | Rабс ({\displaystyle R_{\bigodot }}) | Комм.  |
| Хи Рака    | 1972 | 5.13 | F6V    | 0.63    | 1.4                                  | [ 12 ] |
| Глизе 303  | 1983 | 5.14 | F6V    | —       | 1.0                                  | [ 13 ] |

Сейчас мы знаем, что радиус звезды должен быть 1,387 {\displaystyle R_{\bigodot }}, то есть измерение 1972 года было достаточно точным. Измерения радиуса сделанные во время миссии Gaia дают примерно такую же картину. 
Светимость звезды, равная  2,4378 {\displaystyle L_{\bigodot }}, типична для звезды спектрального класса F. Для того, чтобы планета, аналогичная нашей Земле, получала бы примерно столько же энергии, сколько она получает от Солнца, её надо было бы поместить на расстоянии 1,56 а. е., то есть практически на орбиту Марса. Причём с такого расстояния Хи Рака выглядела бы на 5% меньше нашего Солнца, каким мы его видим с Земли — 0,47° (угловой диаметр нашего Солнца — 0,5°). Однако у звезды не обнаружено ни одной планеты, хотя у звезды обнаружен избыток инфракрасного излучения в диапазоне длин волн 18 мкм, что позволяет предположить наличие околозвездного диска вращающегося вокруг звезды. Отсутствие планет, возможно, связано с более низким содержанием металлов. Более низкое содержание металла может быть связано с несколько большей скоростью в пространстве относительно Солнца, примерно в три раза выше нормы.
Звезда имеет поверхностную гравитацию 4,35 СГС или 224 м/с2, то есть на 19% меньше, чем на Солнце (274,0 м/с2). Звёзды, имеющие планеты, имеют тенденцию иметь большую металличность по сравнению Солнцем, однако Хи Рака имеет значение металличности значительно меньшее, чем солнечное значение — -0.26, то есть почти 55% от солнечного значения, что позволяет предположить, что звезда «пришла» из других областей Галактики, где было довольно мало металлов, и рождена в молекулярном облаке благодаря менее плотному звёздному населению и меньшему количеству сверхновых звёзд на месте своего образования. 
Скорость вращения Хи Рака превосходит солнечную почти в 2 раз и равна 4,2 км/с, что даёт период вращения звезды 17,17 дней. Хи Рака находится недалеко от границы «скорости отрыва», которая приходится на спектральный класс F5. Выше него горячее звезды вращаются намного быстрее в результате снижения их внешних конвективных слоев. Правда, в результате генерации магнитных полей, в сочетании со звёздными ветрами, вращение замедляется со временем.
Звезда довольно старая и её текущий возраст равен 5,8 млрд. лет. Также известно, что звёзды с массой 1,07 {\displaystyle M_{\bigodot }} живут на главной последовательности порядка 8,27 млрд. лет, то есть очень нескоро (2,5 млрд. лет) Хи Рака станет красным гигантом, а затем, сбросив внешние оболочки, станет белым карликом.

## Ближайшее окружение звезды
Следующие звёздные системы находятся на расстоянии в пределах 20 световых лет от звезды Хи Рака (включены только: самая близкая звезда, самые яркие (<6,5m) и примечательные звёзды). Их спектральные классы приведены на фоне цвета этих классов (эти цвета взяты из названий спектральных типов и не соответствуют наблюдаемым цветам звёзд):
| Звезда               | Спектральный класс | Расстояние, св. лет |
| HD 70401             | G5 V               | 4.76                |
| Ро Близнецов         | F1V/M5V/K2.5V      | 12.52               |
| Кастор               | A1 V/A2 Vm         | 12.95               |
| Дельта Близнецов     | F2VkF0mF0          | 14.97               |
| 10 Большой Медведицы | F4 V/G5V           | 17.32               |
| 55 Рака              | G8V/ M3.5-4V       | 19.28               |
| 37 Близнецов         | G0 V               | 19.31               |

Рядом со звездой, на расстоянии 20 световых лет, есть ещё порядка 25 красных, оранжевых карликов и жёлтых карликов спектрального класса G, K и M, а также 3 белых карлика, которые в список не попали.

### Комментарии
1. ↑  Расстояние рассчитано по приведённому значению параллакса
2. ↑  В XX веке радиус звезды определялся как 1,23 {\displaystyle R_{\bigodot }}[14]
3. ↑  Угловой диаметр (δ) вычисляется по формуле
{\displaystyle \delta =2\arctan \left({\frac {R_{\mathrm {S} }}{d_{\mathrm {s} }}}\right)}, где RS — радиус звезды, выраженный в а.е.; dS — расстояние до звезды